# Julia Jacklin
Julia Jacklin (30 de agosto de 1990) es una cantante y compositora australiana, que reside actualmente en Sídney, Australia.

## Primeros años
Jacklin Creció en Blue Mountains, Australia, en una familia de maestros. Inspirada en Britney Spears a la edad de 10 tomó lecciones de canto clásico antes de unirse a una banda de instituto la cual hacía covers de Avril Lavigne y Evanescence. estudió política social en la  Universidad de Sídney, y después de graduarse vivió en un garaje en Glebe, un suburbio de Sídney, y trabajó en una fábrica haciendo aceites esenciales. Al crecer, Jacklin no conocía a nadie que fuera un músico de tiempo completo, y su familia no entendía lo que significaba ser un músico: “no lo veían como algo que iba a funcionar, en lo absoluto” contó Jacklin en una entrevista con Sound of Boston. Jacklin continuó actuando localmente, y formó la banda Salta junto con Liz Hughes en 2012.

## Carrera

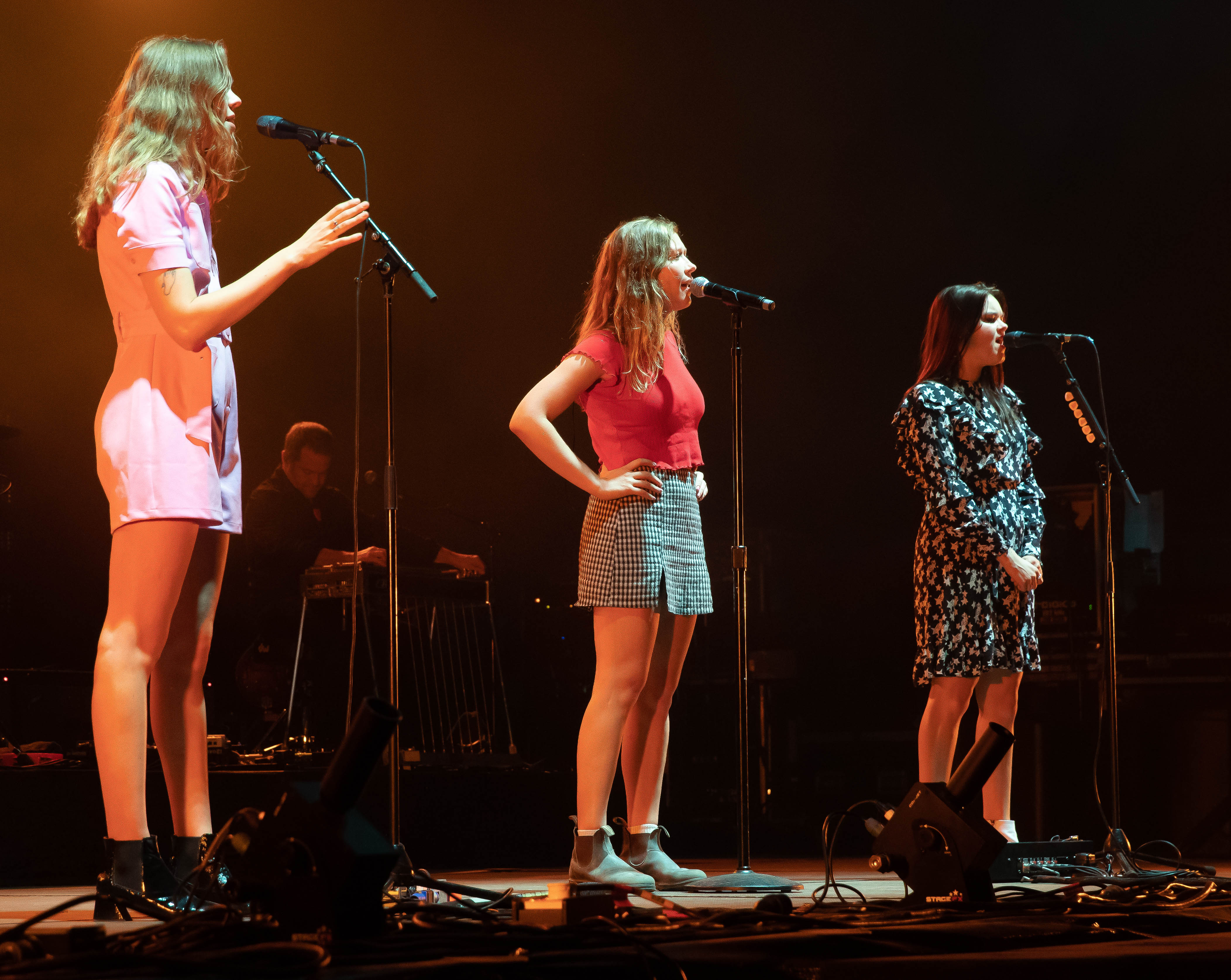
First Aid Kit con Julia Jacklin

Jacklin consiguió una audiencia y aclamación de la crítica a través de sus dos primeros sencillos "Pool Party" y "Coming of Age", ambos recibieron airplay en  BBC Radio 6 Music. Ha estado extensamente de tour desde marzo de 2016 en los EE. UU., Reino Unido, Europa y Australia, apareciendo en varios festivales (más notablemente End of the Road Festival, Electric Picnic y South by Southwest). Ha hecho actuaciones como titular y también ha apoyado a artistas como First Aid Kit, Whitney, Marlon Williams y Okkervil River. En 2016, Rolling Stone Australia nombró a Jacklin como uno de los artistas: "El Futuro es Ahora", mientras Triple J la nominó para un J Award por Artista emergente del Año. Jacklin no se consideró un músico de tiempo completo hasta agosto de 2016, cuándo realmente empezó a dar giras y se dio cuenta de que ya no podía manejar su trabajo regular.

### Don't Let The Kids Win
Su álbum debut, Don't Let The Kids Win (No Dejes Ganar a los Niños), fue oficialmente lanzado en octubre de 2016 por Transgressive Registros. The Guardian lo describió como "uno de esos álbumes que lentamente se adentran en los sentimientos de un gran número de personas" mientras Rolling Stone Australia encontró sus canciones "sencillas y sin adornar". Jacklin Trabajaba en una fábrica de aceites esenciales para ahorrar dinero y así grabar con el productor Ben Edwards, habiendo sido inspiradao en e  álbum de debut de Aldous Harding. El álbum fue grabado y producido por Edwards en Lyttelton, Nueva Zelanda en un periodo de tres semanas. Incluye a Eddie Boyd (guitarra), Tom Stephens (percusión, bass), Mitchell Lloyd (bass), Joe McCallum (percusión). 
A inicios de 2016 su sencillo "Pool Party" fue lanzado independientemente, y ella fue una de las actuaciones destacadas del festival SXSW ese mismo año, recibiendo buena acogida de la crítica, en publicaciones como The New York Times, Vogue, Brooklyn Vegano y NME. Firmó entonces con Transgressive Records, Polyvinyl Records Co. y Liberation Music y exhibió en The Great Escape Festival en el Reino Unido. Siguiendo el lanzamiento del álbum, Hizo grandes actos en festivales importantes que incluyen Glastonbury Festival, Latitude Festival, Newport Folk Festival, Splendour in the Grass y Falls Festival.
En enero de 2017, Julia Jacklin fue nombrada como "La Siguiente Grandeza" por FBi Radio SMAC Awards en 2016 antes de embarcarse en otra gira extensa por Europa. Ella consiguió varias nominaciones de premios que incluyen ARIA Charts como Artista Femenina Del Año, J Awards para Álbum Del Año, así como APRA Music Awards por Canción Del Año por su sencillo 'Pool Party'.

### "Eastwick" / "Cold Caller"
En septiembre de 2017, Julia Jacklin lanzó un sencillo de 7"  presentando dos canciones nuevas una vez más grabadas con el productor Ben Edwards en Lyttelton, Nueva Zelanda. 
Actuando para promocionar el sencillo, Jacklin visitó el Shepherd's Bush Empire en Londres después de llenar espectáculos en Los Ángeles, Nueva York, Toronto, Melbourne, Sídney y ciudades del Reino Unido.

### Crushing
En marzo de 2018 Jacklin confirmó, vía redes sociales, que  había completado su segundo álbum. El álbum fue grabado con el productor Burke Reid (Courtney Barnett, The Drones) y presenta a Blain Cunneen (guitarra), Dominic Rizzo (piano), Clayton Allen (drums), Harry Fuller (graves) y Georgia Mulligan (vocals de respaldo). Entre los sencillos liberados antes del lanzamiento del álbum se incluyen 'Body', 'Head Alone', 'Pressure to Party' y 'Comfort'. Crushing fue lanzado en febrero de 2019, recibiendo gran aclamo de críticos con una puntuación mediana de 85 en Metacritic, basado en 26 reseñas de diversas publicaciones.
La gira en promoción de Crushing ha incluido fechas para: El Shaky Knees Music Festival, y Forecastle Festival, así como espectáculos completamente vendidos como titular para la mayoría de su gira mundial.

## Estilo musical
Allmusic Describió su música como 'una mezcla de dream pop indie y country alternativo', Ella cita como sus influencias a artistas como Doris Day, The Andrews Sisters, Björk y Billy Bragg. También ha mencionado a Fiona Apple y Leonard Cohen como influencias.

## Estilo visual
En una entrevista con Sound of Boston, Jacklin nota que el estilo de sus vídeos musicales está inspirado en Lars Tunbjörk, un fotógrafo sueco quién capturó los momentos mundanos y absurdos de la vida moderna.

## Discografía

### Álbumes de estudio
| Título                 | Detalles | Posiciones en listas | Posiciones en listas | Posiciones en listas |
| Título                 | Detalles | AUS                  | NZ                   | Reino Unido          |
| ---------------------- | --- | -------------------- | -------------------- | -------------------- |
| Don't Let the Kids Win | - Liberado: 7 de octubre de 2016 - Sello: Transgressive, Polyvinyl, Liberation - Formato: #elepé, CD, descarga digital | 42                   | —                    | —                    |
| Crushing               | - Liberado: 22 de febrero de 2019 - Sello: Transgressive, Polyvinyl, Liberation                                        | 8                    | 22                   | 67                   |
| Pre Pleasure           | - Liberado: 26 de agosto de 2022 - Sello: Transgressive, Polyvinyl, Liberation                                         | 2                    | 11                   | 56                   |

### Sencillos
- "Don't Let the Kids Win" (2016)[30]
- "Pool Party" (2016)[30]
- "Leadlight" (2016)[36]
- "Coming of Age" (2016)[30]
- "Hay Plain" (2016)[37]
- "Eastwick / Cold Caller" (2017)[30]
- "Body" (2018)[38]
- "Head Alone" (2018)[39]
- "Pressure to Party" (2019)[40]
- "Comfort" (2019)[41]